# Attentats de Bagdad de 1950-1951

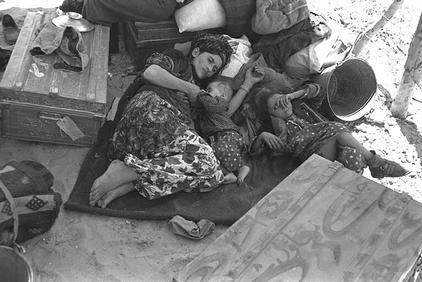
Juifs déplacés en Irak en 1951.

Les attentats de Bagdad de 1950-1951 visent la communauté juive d'Irak 2 à 3 ans après la création de l'État d'Israël.

## Historique

### 1950
- Le 19 mars 1950, une bombe explose à l'American Cultural Center and Library blessant des intellectuels juifs utilisateurs du lieu[1].
- En avril 1950, une bombe est lancée dans le coffe shop El-Dar El-Bida. 4 juifs sont blessés dans l'explosion[2].
- En juin 1951, un magasin juif est attaqué[2].
- Le 10 mai 1951, une grenade est lancée sur le bâtiment de la Beit-Lawi Automobile company, une entreprise dont le propriétaire est juif[1].
- Le 3 juin 1950, une grenade explose à El-Batawin, qui était alors un quartier juif de Baghdad, sans causer de blessés
- Le 5 juin 1950, une bombe explose près du bâtiment Jewish Stanley Sashua sur la rue El Rasjid. Personne ne fut blessé[1].

### 1951
- Le 14 janvier 1951, une grenade endommage un câble à haute-tension aux alentours de la synagogue Masouda Shem-Tov Synagogue, causant la mort de 3[2] ou 4[3] juifs, dont un enfant de 12 ans et faisant 10 blessés[3].
- En mars 1951, la délégation américaine est attaquée[2].
- En mai 1951, une maison juive est attaquée[2].
- En juin 1951, un magasin juif est attaqué[2].

## Attribution des attentats
La responsabilité des attentats fait l’objet d’un débat ancien : certains les attribuent au Mossad ou à la résistance sioniste clandestine irakienne, censés avoir voulu inciter les Juifs d’Irak à émigrer en Israël ; d’autres y voient l’œuvre d’extrémistes arabes antijuifs. L’affaire a donné lieu à des procès et à des enquêtes en Israël. 

### Allégations d'implication israélienne ou sioniste irakienne
En 1949, l’émissaire sioniste Yudka Rabinowitz condamne l’inaction des Juifs irakiens, qu’il considère comme un obstacle à la cause sioniste. Il suggére au Mossad de recourir à des actions d’intimidation, telles que le lancement de grenades dans des cafés fréquentés majoritairement par des Juifs, ainsi que la diffusion de tracts anonymes les menaçant et réclamant leur expulsion de « Berman », nom de code désignant alors l’Irak.  Le Mossad lui interdit alors de mener des négociations ou de recourir à des actes terroristes, une directive qu’il déclara avoir « confirmée et acceptée ».
Selon Moshe Gat, ainsi que Meir-Glitzenstein,  Samuel Klausner,  Rayyan Al-Shawaf  et Yehouda Shenhav, il existe « un large consensus parmi les Juifs irakiens sur le fait que les émissaires ont lancé les bombes afin d'accélérer le départ des Juifs d'Irak, ».
L’ambassade britannique à Bagdad estime dans une communication de 1951 que les attentats avaient été perpétrés par des activistes sionistes cherchant à mettre en lumière les dangers auxquels étaient exposés les Juifs d’Irak, afin de pousser l’État d’Israël à accélérer leur émigration. Une autre hypothèse avancée par l’ambassade était que les bombes visaient à faire changer d’avis les Juifs aisés qui souhaitaient rester en Irak,. 
Lors d'une opération menée en 1954 par les services de renseignements militaires israéliens, connue sous le nom d' affaire Lavon, du nom du ministre de la Défense Pinchas Lavon, un groupe de juifs égyptiens sionistes a tenté de placer des bombes dans une bibliothèque du service d'information américain et dans un certain nombre de cibles américaines au Caire et à Alexandrie. Selon Teveth, ils espéraient que les Frères musulmans, les communistes, des « mécontents non spécifiés » ou des « nationalistes locaux » seraient blâmés pour leurs actions  et que cela saperait la confiance occidentale dans le régime égyptien en générant une insécurité publique et des actions visant à provoquer des arrestations, des manifestations et des actes de vengeance, tout en masquant totalement le facteur israélien. L'opération a échoué, les auteurs ont été arrêtés par la police égyptienne et traduits en justice, deux ont été condamnés à mort, plusieurs à de longues peines de prison.
L'auteur juif irakien antisioniste Naeim Giladi soutient que les attentats ont été « perpétrés par des agents sionistes afin de semer la peur parmi les Juifs et ainsi favoriser leur exode vers Israël ».  Giladi affirme être soutenu par Wilbur Crane Eveland, un ancien haut gradé de la Central Intelligence Agency (CIA), dans son livre Ropes of Sand. Selon Eveland, dont les informations étaient vraisemblablement basées sur l'enquête officielle irakienne, partagée avec l'ambassade américaine,  «  Dans le but de présenter les Irakiens comme anti-américains et de terroriser les Juifs, les sionistes auraient placé des bombes dans la bibliothèque de l’US Information Service et dans des synagogues. Peu après, des tracts commencèrent à circuler, appelant les Juifs à fuir vers Israël... La plupart du monde crut alors aux récits selon lesquels le départ des Juifs d’Irak avait été provoqué par le terrorisme arabe, alors que les sionistes les avaient en réalité “sauvés” dans le seul but d’accroître la population juive d’Israël.  » Cette théorie est partagée par Marion Wolfsohn et Uri Avnery, qui écrivent dans Mon ami, l'ennemi qu'« après la révélation de l'affaire Lavon… l'affaire de Bagdad est devenue plus plausible ». 
L'historien palestinien Abbas Shiblak estime que les attaques ont été commises par des activistes sionistes et qu'elles ont été la principale raison de l'exode ultérieur des Juifs irakiens vers Israël.  Shiblak soutient également que les attaques étaient une tentative de détériorer les relations irako-américaines, affirmant que « l'attaque de mars 1951 contre le centre d'information américain était probablement une tentative de présenter les Irakiens comme anti-américains et d'obtenir davantage de soutien à la cause sioniste aux États-Unis ». 
Moshe Gat affirme qu’Avnery a écrit « sans vérification des faits », que Wolfsohn « a manipulé les dates des attentats », et que leurs travaux « ont servi de fondement aux arguments de l’auteur palestinien Abbas Shiblak ».
Yehuda Tajar, qui a passé dix ans dans une prison irakienne pour son implication présumée dans les attentats, a été interviewé dans le livre d' Arthur Neslen de 2006 « Occupied Minds ». Selon Tajar, la veuve de l’un des activistes juifs aurait laissé entendre qu’il avait organisé des attentats après l’arrestation de ses camarades pour l’attentat contre la synagogue Masuda Shemtov, afin de prouver que les inculpés n’étaient pas les véritables auteurs des faits.
En 2023, Avi Shlaim, historien d’origine judéo-irakienne, a conclu — sur la base d’un rapport de la police irakienne et des confidences recueillies en 2017 auprès de l’un des membres fondateurs de la clandestinité sioniste en Irak — que les sionistes étaient bel et bien responsables d’au moins trois des cinq attentats,.